# Okręg wyborczy Buckingham
Okręg wyborczy Buckingham powstał w 1542 r. i wysyłał do angielskiej, a następnie brytyjskiej, Izby Gmin dwóch deputowanych. W 1868 r. liczbę mandatów przypadających na okręg zmniejszono do jednego. Okręg obejmuje miasto Buckingham.

## Deputowani do brytyjskiej Izby Gmin z okręgu Buckingham

### Deputowani w latach 1660–1868
- 1660–1661: John Dormer
- 1660–1679: Richard Temple
- 1661–1679: William Smith
- 1679–1681: Edward Osborne, wicehrabia Latimer
- 1679–1679: Peter Tyrrell
- 1679–1697: Richard Temple
- 1681–1690: Ralph Verney
- 1690–1698: Alexander Denton
- 1697–1702: Richard Temple, wigowie
- 1698–1708: Edmund Denton
- 1702–1705: Roger Price
- 1705–1705: Richard Temple, wigowie
- 1705–1708: Browne Willis
- 1708–1713: Richard Temple, wigowie
- 1708–1710: Alexander Denton
- 1710–1715: Thomas Chapman
- 1713–1715: John Radcliffe
- 1715–1722: Alexander Denton
- 1715–1718: Abraham Stanyan
- 1718–1722: Edmund Halsey
- 1722–1727: Richard Grenville
- 1722–1727: William Heathcote
- 1727–1734: John Fane
- 1727–1728: Thomas Lewis
- 1728–1747: George Chamberlayne
- 1734–1741: Richard Grenville
- 1741–1770: George Grenville, wigowie
- 1747–1753: Richard Grenville
- 1753–1754: Temple West
- 1754–1768: James Grenville
- 1768–1774: Henry Grenville
- 1770–1790: James Grenville
- 1774–1780: Richard Grenville
- 1780–1782: Richard Aldworth-Neville
- 1782–1784: William Grenville, wigowie
- 1784–1790: Charles Edmund Nugent
- 1790–1802: George Nugent
- 1790–1796: Alexander Hood, 1. baron Bridport
- 1796–1810: Thomas Grenville, wigowie
- 1802–1805: William Proby, lord Proby
- 1805–1806: John Proby, lord Proby
- 1806–1806: Hugh Percy, hrabia Percy, torysi
- 1806–1807: William Young
- 1807–1807: John Borlase Warren
- 1807–1812: Richard Neville
- 1810–1812: lord George Grenville, wigowie
- 1812–1814: Hugh Fortescue, wicehrabia Ebrington, wigowie
- 1812–1827: William Henry Fremantle
- 1814–1818: James Hamilton Stanhope
- 1818–1832: George Nugent
- 1827–1846: Thomas Fremantle, Partia Konserwatywna
- 1832–1841: Harry Verney, wigowie
- 1841–1846: John Chetwode
- 1846–1859: John Hall
- 1846–1857: Richard Temple-Grenville, markiz Chandos, Partia Konserwatywna
- 1857–1868: Harry Verney, Partia Liberalna
- 1859–1868: John Hubbard, Partia Konserwatywna

### Deputowani po 1885
- 1868–1874: Harry Verney, Partia Liberalna
- 1874–1880: Egerton Hubbard, Partia Konserwatywna
- 1880–1885: Harry Verney, Partia Liberalna
- 1885–1886: Edmund Hope Verney, Partia Liberalna
- 1886–1889: Egerton Hubbard, Partia Konserwatywna
- 1889–1891: Edmund Hope Verney, Partia Liberalna
- 1891–1895: Herbert Samuel Leon
- 1895–1906: William Walter Carlile
- 1906–1910: Frederick William Verney
- 1910–1918: Harry Calvert Williams Verney, Partia Liberalna
- 1918–1937: George Bowyer, Partia Konserwatywna
- 1937–1943: John Percival Whiteley, Partia Konserwatywna
- 1943–1945: Lionel Berry, Partia Konserwatywna
- 1945–1951: Aidan Crawley, Partia Pracy
- 1951–1964: Frank Markham, Partia Konserwatywna
- 1964–1970: Robert Maxwell, Partia Pracy
- 1970–1983: William Benyon, Partia Konserwatywna
- 1983–1997: George Walden, Partia Konserwatywna
- od 1997: John Bercow, Partia Konserwatywna